# Elton (Herefordshire)
Elton is een civil parish in het Engelse graafschap Herefordshire. In 2001 telde het civil parish 67 inwoners. Elton komt in het Domesday Book (1086) voor als 'Elintune'.